# تورنته ۲: مأموریت در ماربیا
تورنته ۲: مأموریت در ماربیا (انگلیسی: Torrente 2: Misión en Marbella) یک فیلم کمدی سیاه اسپانیایی به کارگردانی سانتیاگو سگورا است که در سال ۲۰۰۱ منتشر شد.

## بازیگران
- سانتیاگو سگورا
- گابینو دیه‌گو
- تونی لوبلان
- خوزه لوئیس مورنو
- پالوما سلا
- خوانیتو ناوارو
- آلکسیس والدس